# تيربني (سيرري)
تيربني (Τερπνή) هي مدينة في سيرري في مقاطعة فوريا إلادا في اليونان.